# Dános község
Dános község (románul: Comuna Daneș) község Maros megyében, Romániában. Központja Dános, beosztott falvai Bese, Keménynagyszőlős, Keresd.

## Népessége
A 2011-es népszámlálás adatai alapján a község népessége 4874 fő volt.